# Simon sagt auf Wiedersehen zu seiner Vorhaut
Simon sagt auf Wiedersehen zu seiner Vorhaut ist eine Filmkomödie aus dem Jahr 2015 von Viviane Andereggen über das Heranwachsen und die daraus resultierenden Probleme. Der Film entstand im Rahmen der NDR-Nachwuchsreihe Nordlichter.

## Handlung
Der zwölfjährige Simon steht kurz vor der Pubertät. Und sein Leben stellt Herausforderungen: Seine Mutter Hannah hat ihn und seinen Vater Frank verlassen. Frank hofft auf eine lediglich vorübergehende Trennung. Hannah hat sich indes als Autorin erotischer Romane neu gefunden. Die Familie ist jüdischen Glaubens, was bis zur Trennung der Eltern keine große Rolle spielte. Durch den Tod seines Vaters und infolge der Trennung besinnt sich Frank jedoch der Traditionen und beginnt, ein konsequent religiöses Leben zu führen. Dazu gehört, dass sein bislang unbeschnittener Sohn Simon rechtzeitig zur Bar Mitzwa seine Vorhaut verlieren soll. Schon allein bei dem Gedanken daran wird Simon unruhig, zumal seine Mutter dagegen ist.

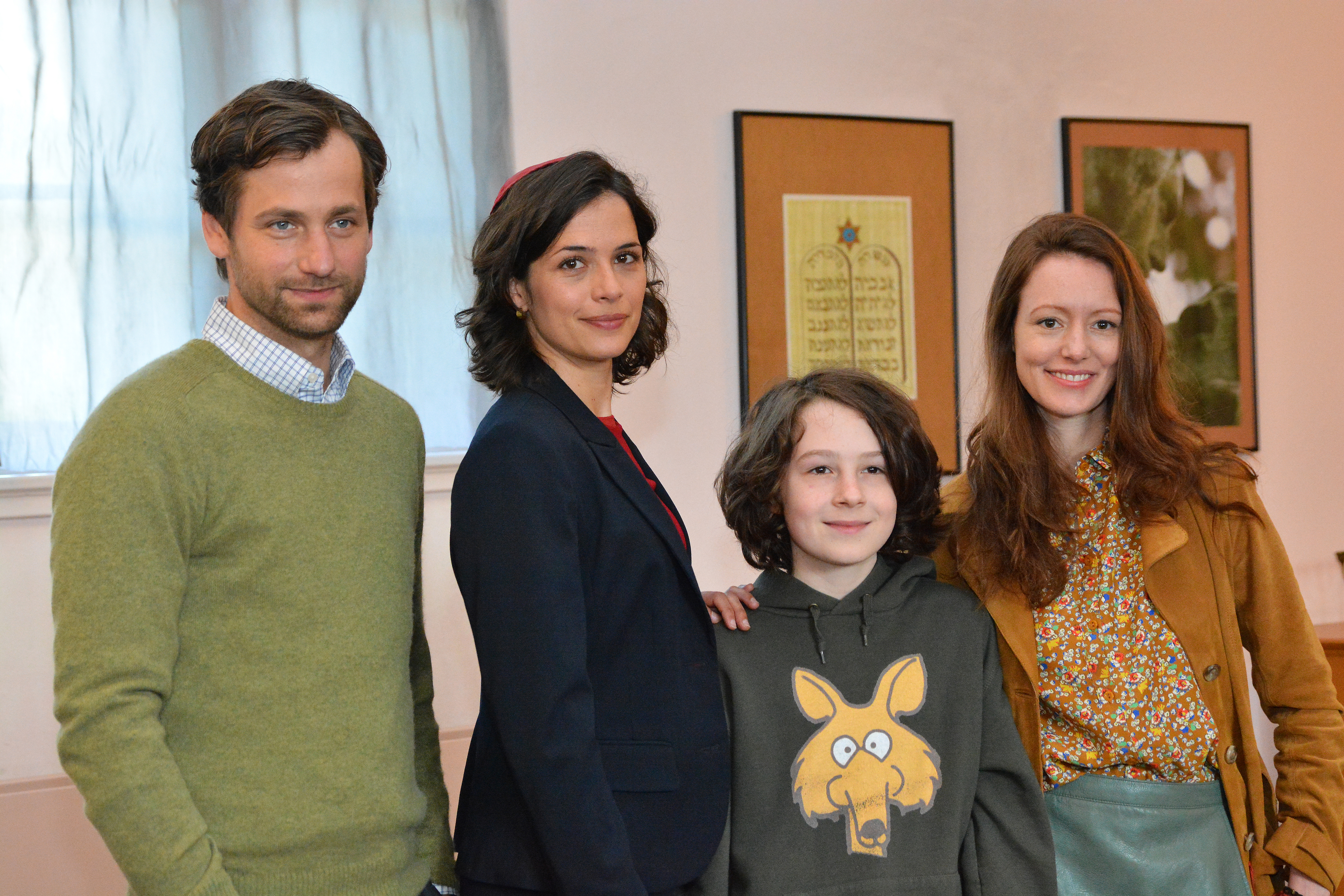
Hauptdarsteller (von links nach rechts): Florian Stetter, Catherine de Léan, Maximilian Ehrenreich und Lavinia Wilson

Dann tritt eine Frau in Simons Leben, die sämtliche Sorgen auf einen Schlag auslöscht. Die jüdische Gemeinde hat einen neuen Rabbiner, und als Simon den Seelsorger zum ersten Mal sieht, ist es um ihn geschehen: Rebecca Tannenbaum ist eine attraktive Frau Anfang dreißig, die neben Simon auch dessen Vater verzaubert. Mit seinen beiden Freunden Clemens und Ben beschließt Simon, Rebecca nach allen Regeln der Kunst zu erobern. Er sieht in seinem Vater jedoch seinen größten Gegner in diesem Kampf. In dem Jungen entbrennt eine ungeahnte Kampfeslust. Er ist bereit, aufs Ganze zu gehen und seinen ersten Eroberungsfeldzug zu führen: Rebecca wird von nun an Tag und Nacht beobachtet, alles wird über sie gesammelt und im Keller akribisch genau geordnet und studiert. Darüber hinaus scheut Simon keine Mühen, das Ziel seiner Begierde zu beeindrucken. Bedauerlicherweise wird die im Keller versteckte Sammlung von Fotos und persönlichen Gegenständen Rebeccas, die jedem Stalker zur Ehre gereichte, von einem Mitglied der jüdischen Gemeinde entdeckt, was unangenehme Folgen für Franks Ruf hat.
Nachdem Simon erfahren hat, dass Rebecca die religiöse Beschneidung für wichtig hält, entschließt er sich dazu. Um keine weiteren Auseinandersetzungen unter seinen Eltern zu provozieren, will er diese mittels eines Magic Rings, den er im Internet bestellt, selbst durchführen. Dabei kommt es zu Komplikationen, weshalb die Vorhaut schließlich in der Klinik entfernt wird. Als ihn Rebecca im Krankenhaus besucht, gesteht er ihr, dass nicht Frank, sondern er ihre Fotos gesammelt hat. Als Grund verweist er auf seine unerwiderte Liebe zu ihr. Rebecca macht ihm indes klar, dass sie nicht die Richtige für ihn ist.
Kurze Zeit später findet die Bar Mitzwa Simons statt. Seine Eltern sind zwischenzeitlich geschieden, weshalb Frank ausgelassen mit Rebecca tanzen kann. Und Simon kann sich einer Gleichaltrigen zuwenden.

## Produktion
Der Film wurde im Rahmen der NDR-Nachwuchsreihe Nordlichter produziert und mit Mitteln der Nordmedia – Film- und Mediengesellschaft Niedersachsen/Bremen sowie der Filmförderung Hamburg Schleswig-Holstein finanziert. Produktionsfirma war die element e filmproduktion. Die Dreharbeiten dauerten vom 24. März bis 29. April 2015 und fanden in Hamburg und Geesthacht statt.  Die Ereignisse des Films sind in der jüdischen Gemeinde Hamburg angesiedelt, welche sehr offen auf die Filmidee reagierte.
Der Film feierte seine Weltpremiere am 10. Oktober 2015 beim Filmfest Hamburg und wurde am 19. November 2015 erstmals im Fernsehen im Programm des NDR gezeigt. Am 29. Januar 2016 fand die Nordamerika-Premiere beim Atlanta Jewish Film Festival mit dem Titel Time to Say Goodbye in einer untertitelten Version statt.

## Kritik
Der Film fand positive Kritiken vor allem wegen der Leistung des Hauptdarstellers Maximilian Ehrenreich. So gebührte beispielsweise bei Tittelbach.tv das größte Kompliment für die Führung des Titeldarstellers:

„Der junge Maximilian Ehrenreich ist offenbar ein Naturtalent. Mit seinen gerade mal zwölf Jahren trägt er diesen Film wie ein Großer.“

Auch für das amerikanische Publikum wurde dessen Leistung besonders gewürdigt:

Time to Say Goodbye is a ton of fun, and young Ehrenreich leaves you wanting nothing.

„Time to Say Goodbye macht eine Menge Spaß, und der junge Ehrenreich lässt keine Wünsche offen.“

Das Ehrengremium beim 22. Jüdischen Filmfestival Berlin & Brandenburg hob besonders die Normalität der Rollenfigur des Hauptdarstellers hervor:

„Endlich erleben wir Juden als Nachbarn und nicht als Exoten im Kino. Simon ist ein Junge, der überall in Deutschland leben könnte.“

In Deutschland soll der Film bereits vor seiner Premiere im Internet auf dem Höhepunkt der Beschneidungsdebatte strittig diskutiert worden sein.

## Sonstiges
- Für die Regisseurin Viviane Andereggen war es die erste Produktion nach ihrem Abschluss an der Hamburg Media School[5]
- Der Film ist seit dem 26. Februar 2016 auf DVD erhältlich[11]

## Auszeichnungen
- Grüner Drehpass: Auszeichnung für umweltfreundliche Dreharbeiten[3]
- Ehrenpreis beim 22. Jüdischen Filmfestival Berlin & Brandenburg[10]
- Regiepreis Metropolis: Beste Regie Nachwuchs 2016[12]